# Rudolf Lehnert (Maler)

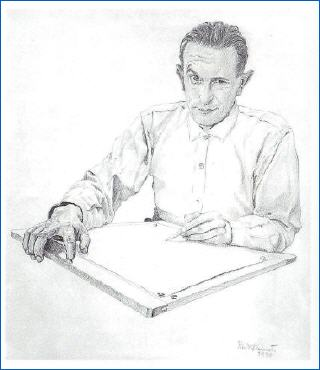
Selbstbildnis 1930

Rudolf Lehnert (* 13. Juli 1893 in Teplitz; † 12. Januar 1932 in Innsbruck) war ein österreichischer Maler der Neuen Sachlichkeit.
Lehnert begann seine Lehre an der Fachschule in Teplitz und setzte sie an der Graphischen Lehr- und Versuchsanstalt in Wien fort. Von 1912 bis 1915 studierte er an der Akademie der bildenden Künste Wien bei Rudolf Jettmar.
Den Zeitraum von 1915 bis 1918 verbrachte Lehnert im Kriegsdienst in Russland und an der Südfront. Er ließ sich 1918 in Innsbruck-Mühlau nieder.
Gemeinsam mit Ernst Nepo (1895–1971), Alfons Schnegg (1895–1932), Herbert Gurschner (1901–1975) und Sidonius von Schrom (1887–1960) bildete er den Mühlauer Kreis. 1925 wurde er Mitbegründer der Künstlervereinigung „Waage“.
Neben Ernst Nepo und Leo Sebastian Humer zählte Lehnert zu den Hauptvertretern der Neuen Sachlichkeit in Tirol.
Rudolf Lehnert starb durch Freitod im Alter von 38 Jahren.